# Usingerella
Usingerella is een geslacht van wantsen uit de familie van de Miridae (Blindwantsen). Het geslacht werd voor het eerst wetenschappelijk beschreven door China & Carvalho in 1905.

## Soorten
Het genus bevat de volgende soorten:

- Usingerella bakeri (Knight, 1943)
- Usingerella simplex (Reuter, 1909)